# Nokia N71
El Nokia N71 es un terminal de tipo teléfono inteligente de tercera generación, multimedia de tipo concha de almeja (clamshell), con una cámara digital de 2 megapixels, flash incorporado, una cámara frontal para su uso en videollamadas, Radio visual FM, Bluetooth, funcionalidades de reproductor de música, con un navegador web completamente funcional de fábrica, y soporte para juegos Java en 3D.
Otras características incluyen su capacidad de transferir datos W-CDMA 2100, GPRS y EDGE.
Nokia promociona la cámara de 2 megapixels del N71 por producir fotografías y vídeos de gran calidad, así como su capacidad de reproducción multimedia (la tarjeta miniSD puede contener hasta 2 GB de datos, lo cual permite almacenar potencialmente cientos de canciones).
El Nokia N71 utiliza la tercera edición de la interfaz de usuario de Nokia Serie 60 (con sistema operativo Symbian OS versión 9.1).

## Especificaciones técnicas
| Característica               | Especificación                                             |
| ---------------------------- | ---------------------------------------------------------- |
| Forma                        | Clamshell                                                  |
| Plataforma                   | Serie 60(S60) 3ª Edición                                   |
| Sistema Operativo            | Symbian OS 9.1                                             |
| Frecuencias GSM              | 900/1800/1900 MHz                                          |
| GPRS                         | Sí                                                         |
| EDGE (EGPRS)                 | Sí                                                         |
| WCDMA                        | Sí (2100 MHz)                                              |
| Pantalla principal           | QVGA de 2,4 pulgadas, TFT, 262.144 colores, 240x320 píxels |
| Pantalla externa             | 1,36 pulgadas, 65.536 colores, 98x68 píxels                |
| Cámara                       | 2 Megapixels (flash, autofocus, zoom digital 20x)          |
| Grabación de vídeo           | Sí (MPEG4, 3GP)                                            |
| Navegación                   | Sí. Trae por defecto un navegador web                      |
| Mensajes multimedia          | Sí                                                         |
| Videollamada                 | Sí                                                         |
| Pulse para hablar (PPH)      | Sí                                                         |
| Soporte de Java              | Sí, MIDP 2.0, CLDC 1.1                                     |
| Memoria interna              | 10 MB                                                      |
| Memoria externa              | Tarjeta miniSD de hasta 2 GB                               |
| Ranura de tarjeta de memoria | Sí, miniSD (intercambiable en caliente)                    |
| Reproductor de música        | MP3/AAC/eAAC/eAAC+/WMA                                     |
| Bluetooth                    | 1.2                                                        |
| Infrarrojos                  | Sí                                                         |
| Soporte para cable de datos  | Sí                                                         |
| Correo electrónico           | Sí                                                         |
| Batería                      | BL-5C (3.7V, 970 mAh)                                      |
| Peso                         | 139 gramos                                                 |
| Dimensiones                  | 98.6 x 51.2x 25.8 milímetros                               |
| Otros                        | Radio visual FM                                            |
| Colores                      | Gris                                                       |

### Reviews
- Nokia N71 - Review por Mobile-Review.com
- Nokia N71 - Review por GSM Arena
- Nokia N71 - Review por All About Symbian
- Nokia N71 - Reviews por CNET: Asia y Reino Unido

- Datos: Q1650835
- Multimedia: Nokia N71 / Q1650835